# إرنست فيشر (سياسي)
إرنست فيشر (بالألمانية: Ernst Fischer)‏ هو صحفي وكاتب وسياسي نمساوي، ولد في 3 يوليو 1899 في خوموتوف في التشيك، وتوفي في 31 يوليو 1972 في Deutschfeistritz ‏ في النمسا. نشط حزبياً في الحزب الديمقراطي الاجتماعي النمساوي والحزب الشيوعي النمساوي. وقد انتخب عضو المجلس الوطني للنمسا.

## وصلات خارجية
- إرنست فيشر على موقع مونزينجر (الألمانية)